# Бъркач
Бърка̀ч е село в Северна България. То се намира в община Долни Дъбник, област Плевен.

## История
В началото на османското владичество, а вероятно и по време на Втората българска държава, селото е влизало в каза (област) Мроморнича (бълг. Мраморница).
При проведените през 2019 г. археологически разкопки под ръководството на арх. Катя Меламед (НАИМ-БАН) във военното селище от късно-античната епоха от 4 в. н. е. край селото проф. Златозар Боев определя останките на 9 вида и домашни форми животни, сред които и такива на благороден елен, елен лопатар и дива свиня. Обитателите на селището се изхранвали основно със скотовъдство (говеда, коне, магарета, кози, овце, свине и кокошки) 

## Редовни събития
Съборът на селото е на Димитровден по стар стил (съботата и неделята около 8 ноември).

## Личности
- Петър Вутов (1917 – 1993) – Политик от БКП
- Ради Найденов (1895 – 1985) – Политик от БЗНС „Пладне“
- Никола Радев Андреев (1919 – 2007) – Партизанин и участник в последната фаза на Втората световна война. Дългогодишен търговски представител на България в чужбина. Автор на редица книги с мемоари за с. Бъркач.